# Apaj
Apaj es un pueblo húngaro perteneciente al distrito de Ráckeve, condado de Pest.

## Superficie
Cuenta con una superficie de 71,04 km².

## Demografía
Hasta 2024 la población era de 1095 habitantes, con una densidad de población de 15,41 hab/km².
| Gráfica de evolución demográfica de Apaj entre 2020 y 2024 |
|                                                            |
| Datos según la Oficina Central de Estadística de Hungría.  |